# جوناس (لاعب كرة قدم مواليد 1983)
جوناس هو لاعب كرة قدم برازيلي في مركز الدفاع، ولد في 4 يوليو 1983 في Ibirubá ‏ في البرازيل. لعب مع جمعية أرابيراكا الرياضية ونادي برازيل دي بيلوتاس ونادي بولون.

## وصلات خارجية
- جوناس (لاعب كرة قدم مواليد 1983) على موقع قاعدة بيانات كرة القدم.إي يو (الإنجليزية)
- جوناس (لاعب كرة قدم مواليد 1983) على موقع Soccerway.com (الإنجليزية)